# جيم هارت (لاعب كرة قاعدة)
جيم هارت (بالإنجليزية: Jim Hart)‏ هو لاعب كرة قاعدة أمريكي، ولد في 10 يوليو 1855 في Fairview Township, Erie County, Pennsylvania ‏ في الولايات المتحدة، وتوفي في 18 يوليو 1919 في شيكاغو في الولايات المتحدة.